# 北松浦半島

北松浦半島周辺の地形図

北松浦半島（きたまつうらはんとう）は、九州北西部、佐賀県伊万里市から長崎県佐世保市を結び、北西に突出する半島。伊万里湾を挟んで東松浦半島に接する。

## 地理
北は伊万里湾に面し、西は平戸瀬戸を挟んで平戸島に接しており、南西端は佐世保湾に属する。半島の殆どが長崎県に属し、北松浦郡を構成したことから、郡名を略して北松地方（ほくしょうちほう）と呼ばれる。
古〜新第三紀の堆積岩層を覆って、北松浦玄武岩と呼ばれる中新世の玄武岩が覆い、典型的な溶岩台地を形成している。起伏が緩やかな台地面、それを包囲する急斜面、そして緩斜面が下部に続くという「メサ」が至る所に見られる。緩斜面上には湧水が多いため、棚田が発達している。一方で、古くから地すべりの被害が多く、その跡地を利用してため池や水田開発も行われている。この地域にみられる地すべりは「北松型地すべり」と呼ばれる。
また、第三紀の堆積岩層には石炭層を多く挟み、数多くの炭坑があり北松炭田と呼ばれていたが、高度経済成長期と同時期に起こったエネルギー革命の煽りを受けて1970年代までにその全てが閉山した。
- 山：国見山
- 川：佐々川、相浦川、志佐川、江迎川
- 断層：佐々川衝上断層

## 自然
海岸線は非常に変化に富んだ地形を見せる。とりわけ半島西部に広がるリアス式海岸には、無数の小島が見られる九十九島があり西海国立公園を代表する景観となっている。また、平戸市田平町北部から松浦市に至る海岸線一帯は北松県立自然公園に指定され、西海国立公園と玄海国定公園の二つの上級公園を補う形となっている。沿岸は漁業が盛んで漁業集落も多い。松浦市の調川港は県下有数の魚市場があり、アジの水揚げ量は日本一を記録したこともある。
また、一帯はヒゲクジラ類の回遊経路であり、江戸時代や明治時代には平戸瀬戸を含めた周辺一帯で捕鯨が行われていた。

## 考古学
西日本に於ける旧石器・縄文遺跡の宝庫で指標となるものも多い。全国最多の岩陰・洞窟遺跡がある。自然水銀 ・角水銀鉱・辰砂・黒辰砂（いずれも相浦）、黒曜石（伊万里市の腰岳・松浦市の牟田・佐世保市東浜)・六方石（俵ヶ浦半島）の産出地でもあり、世界最古級の豆粒文土器・隆起線文土器などの縄文土器も出土。隆起線文土器・腰岳の黒曜石・大型石斧（相浦の門前遺跡  製）などが、北松浦半島縄文人によって朝鮮半島にも持ち込まれ、朝鮮半島で最古のものである。

## 構成市町
- 佐賀県
  - 伊万里市
- 長崎県
  - 松浦市
  - 平戸市（旧田平町）
  - 北松浦郡佐々町
  - 佐世保市

## 交通
- 鉄道
  - 松浦鉄道西九州線
- 道路
  - 西九州自動車道
  - 国道204号